# Liste der Monuments historiques in La Louptière-Thénard
Die Liste der Monuments historiques in La Louptière-Thénard führt die Monuments historiques in der französischen Gemeinde La Louptière-Thénard auf.

## Liste der Immobilien
| Bezeichnung                       | Beschreibung            | Standort                            | Kennzeichnung | Schutzstatus | Datum | Bild           |
| --------------------------------- | ----------------------- | ----------------------------------- | ------------- | ------------ | ----- | -------------- |
| Kirche St-Jean-de-la-Porte-Latine | aus dem 16. Jahrhundert | Rue Jean-Charles-de-Relongue (Lage) | PA00078141    | Inscrit      | 1948  | weitere Bilder |

## Liste der Objekte
| Bezeichnung | Beschreibung                                        | Standort                                        | Kennzeichnung | Schutzstatus | Datum | Bild |
| ----------- | --------------------------------------------------- | ----------------------------------------------- | ------------- | ------------ | ----- | ---- |
| Lesepult    | Schmiedeeisen, vergoldet, Ende des 18. Jahrhunderts | in der Kirche St-Jean-de-la-Porte-Latine (Lage) | PM10001091    | Classé       | 1958  |      |